# Euselasia lindana
Euselasia lindana är en fjärilsart som beskrevs av Heinrich Benno Möschler 1883. Euselasia lindana ingår i släktet Euselasia och familjen Riodinidae. Inga underarter finns listade i Catalogue of Life.